# Männiku (Saku)
Männiku – wieś w Estonii, w prowincji Harju, w gminie Saku. Na zachód od miejscowości znajduje się jezioro Raku.